# إمره بلوز أوغلي
إمره بلوز أوغلي (بالتركية: Emre Belözoğlu)، من مواليد 7 سبتمبر 1980 في إسطنبول في تركيا، لاعب كرة قدم تركي، ويلعب مع نادي فنربخشة التركي ومنتخب تركيا لكرة القدم، وقد اختاره بيليه ضمن قائمة أفضل 125 لاعب حي في مارس 2004.
و قد بدأ امره مسيرته الكروية مع نادي غلطة سراي التركي في عام 1996، وقد لعب معهم حتى عام 2001، وقد شارك في تلك الفترة في 102 مباراة وسجل 13 هدف، وفي عام 2001 لعب مع نادي إنتر ميلان الإيطالي، وقد لعب معهم حتى عام 2005، وقد شارك في تلك الفترة في 78 مباراة وسجل ثلاثة أهداف، وفي عام 2005 انتقل إلى نادي نيوكاسل يونايتد حتى يونيو 2008 عندمانتقل إلى ناديه الحالي أو قد لعب مع منتخب تركيا لكرة القدم في كأس العالم لكرة القدم 2002، حيث احتل المنتخب المركز الثالث. وكان ضمن منتخب بلاده المشارك في يورو 2008 ووصل إلى الدور نصف النهائي.

## مرحلة الشباب

### أندية لعب لها
- غلطة سراي
- إنتر ميلان
- نيوكاسل يونايتد
- فنربخشة

## المسيرة الاحترافية

### أندية لعب لها
- غلطة سراي
- إنتر ميلان
- نيوكاسل يونايتد
- نادي فنربخشة
- أتلتيكو مدريد
- نادي فنربخشة

## الروابط الخارجية
- إمره بلوز أوغلي على موقع الاتحاد الدولي (مؤرشف)  (الإنجليزية)
- إمره بلوز أوغلي على موقع الاتحاد الأوربي (الإنجليزية)
- إمره بلوز أوغلي على موقع اتحاد تركيا (لاعب) (الإنجليزية)
- إمره بلوز أوغلي على موقع قاعدة بيانات كرة القدم.إي يو (الإنجليزية)
- إمره بلوز أوغلي على موقع بيانات كرة القدم. دي إي (الألمانية)
- إمره بلوز أوغلي على موقع ناشيونال فوتبول تيمز (الإنجليزية)
- إمره بلوز أوغلي على موقع Soccerbase.com (لاعب) (الإنجليزية)
- إمره بلوز أوغلي على موقع Soccerway.com (الإنجليزية)
- إمره بلوز أوغلي على موقع عالم كرة القدم.نت (الإنجليزية)
- إمره بلوز أوغلي على موقع AS.com (الإسبانية)